# Гравитационная постоянная

Гравитационная постоянная G лежит в основе закона всемирного тяготения.

Гравитацио́нная постоя́нная, постоянная Ньютона (обозначается обычно G, иногда GN или γ) — фундаментальная физическая постоянная, константа гравитационного взаимодействия.
Согласно Ньютоновскому закону всемирного тяготения, сила гравитационного притяжения F между двумя материальными точками с массами m1 и m2, находящимися на расстоянии r, равна:
{\displaystyle F=G{\frac {m_{1}m_{2}}{r^{2}}}.}
Коэффициент пропорциональности G в этом уравнении называется гравитационной постоянной. Численно она равна модулю силы тяготения, действующей на точечное тело единичной массы со стороны другого такого же тела, находящегося от него на единичном расстоянии.
Точность измерений гравитационной постоянной на несколько порядков ниже точности измерений других физических величин.
В единицах Международной системы единиц (СИ) рекомендованное Комитетом данных для науки и техники (CODATA) на 2024 год значение гравитационной постоянной:
G = 6,67430(15)⋅10−11 м3·с−2·кг−1, или Н·м²·кг−2.
Гравитационная постоянная является основой для перевода других физических и астрономических величин, таких, например, как массы планет во Вселенной, включая Землю, а также других космических тел, в традиционные единицы измерения, например, килограммы. При этом из-за слабости гравитационного взаимодействия и результирующей малой точности измерений гравитационной постоянной отношения масс космических тел обычно известны намного точнее, чем индивидуальные массы в килограммах.
Гравитационная постоянная является одной из основных единиц измерения в планковской системе единиц.

## История измерения
Гравитационная постоянная фигурирует в современной записи закона всемирного тяготения, однако отсутствовала в явном виде у Ньютона и в работах других ученых вплоть до начала XIX века. Гравитационная постоянная в нынешнем виде впервые была введена в закон всемирного тяготения, по-видимому, только после перехода к единой метрической системе мер. Возможно впервые это было сделано французским физиком Пуассоном в «Трактате по механике» (1809), по крайней мере, никаких более ранних работ, в которых фигурировала бы гравитационная постоянная, историками не выявлено.
В 1798 году Генри Кавендиш поставил эксперимент с целью определения средней плотности Земли с помощью крутильных весов, которые предложил использовать для этого Джон Мичелл (Philosophical Transactions 1798). Кавендиш сравнивал маятниковые колебания пробного тела под действием тяготения шаров известной массы и под действием тяготения Земли. Численное значение гравитационной постоянной было вычислено позже на основе значения средней плотности Земли. Точность измеренного значения G со времён Кавендиша увеличилась, но и его результат был уже достаточно близок к современному.
Значение этой постоянной известно гораздо менее точно, чем у всех других фундаментальных физических постоянных, и результаты экспериментов по её уточнению продолжают различаться. 
В то же время известно, что проблемы не связаны с изменением самой постоянной от места к месту и во времени (неизменность гравитационной постоянной проверена с точностью до ΔG/G ~ 10−17), но вызваны экспериментальными трудностями измерения малых сил с учётом большого числа внешних факторов. В будущем, если опытным путём будет установлено более точное значение гравитационной постоянной, то оно может быть пересмотрено.
В 2013 году значение гравитационной постоянной было получено группой ученых, работавших под эгидой Международного бюро мер и весов:
G = 6,67554(16)⋅10−11 м3·с−2·кг−1 (стандартная относительная погрешность 25 ppm (или 0,0025 %), первоначальное опубликованное значение несколько отличалось от окончательного из-за ошибки в расчётах и было позже исправлено авторами).
В июне 2014 года в журнале «Nature» появилась статья итальянских и нидерландских физиков, где были представлены новые результаты измерения G, сделанные при помощи атомных интерферометров. По их результатам
G = 6,67191(99)⋅10−11 м3·с−2·кг−1 с погрешностью 0,015 % (150 ppm).
Авторы указывают, что поскольку эксперимент с применением атомных интерферометров основан на принципиально других подходах, он помогает выявить некоторые систематические ошибки, не учитывающиеся в других экспериментах.
В августе 2018 года в журнале «Nature» физиками из Китая и России были опубликованы результаты новых измерений гравитационной постоянной с улучшенной точностью (погрешность 12 ppm, или 0,0012 %). Были использованы два независимых метода — измерение времени качаний торсионного подвеса и измерение углового ускорения, получены значения G, соответственно:
G = 6,674184(78)⋅10−11 м3·с−2·кг−1;
G = 6,674484(78)⋅10−11 м3·с−2·кг−1.
Оба результата в пределах двух стандартных отклонений совпадают с рекомендованным значением CODATA, хотя отличаются друг от друга на ~2,5 стандартных отклонения.
По астрономическим данным постоянная G практически не изменялась за последние сотни миллионов лет, скорость её относительного изменения (dG/dt)/G не превышает нескольких единиц на 10−11 в год.